# Baka (Egitto)
Baka (anche Bafra) (fl. XXVI secolo a.C.) è stato, forse, un faraone appartenente alla IV dinastia egizia.

## Biografia
Figlio maggiore di Chefren, il suo nome compare su una statua rinvenuta ad Abu Rawash e su un'iscrizione rinvenuta sulle rocce dello Uadi Hammamat.
Il suo nome potrebbe essere messo in relazione con il "Bicheris" della lista di Manetone.
Il Canone Reale è danneggiato proprio nella parte riguardante la IV dinastia e la sistemazione che attualmente hanno ricevuto alcuni frammenti lascia il posto per uno (o due) sovrani.
La collocazione e la stessa storicità di questo sovrano si collocano nella complessa questione della successione a Cheope. L'esiguità dei dati conosciuti non permette una chiara ricostruzione.
La durata del suo regno dovrebbe comunque essere stata decisamente inferiore a quanto riportato da Manetone per Bicheris.

## Liste Reali
| Nome Horo | Lista di Abido | Lista di Saqqara | Canone Reale         | Anni di regno | Sesto Africano | Anni di regno | Eusebio di Cesarea | Eratostene |
|           | non citato     | non citato       | illeggibile (nº3.13) |               | Bicheris       | 22            | non citato         | Biures     |

## Titolatura
Il nome compare in diverse forme
| bA | kA |

| bA | kA |

| bA | kA |

| bA | kA |

b3 k3 - Baka - Lo spirito del Ka
| N5 | bA | kA |

| N5 | bA | kA |

| N5 | bA | kA |

| N5 | bA | kA |

b3 k3 rˁ - Bakara - Il Ka di Ra
| N5 | bA | f |

| N5 | bA | f |

| N5 | bA | f |

| N5 | bA | f |

b3 f rˁ - Bafra (Baefra) - il suo Ba è Ra

## Altre datazioni
| Autore        | Anni di regno         |
| ------------- | --------------------- |
| von Beckerath | 2521 a.C. - 2514 a.C. |
| Malek         | 2493 a.C. - 2498 a.C. |